# White Light/White Heat
White Light/White Heat é o segundo álbum de estúdio da banda norte-americana de rock The Velvet Underground. Lançado em 30 de janeiro de 1968, pela Verve Records, foi a última gravação de estúdio da banda com o multi-instrumentista e membro fundador John Cale. Gravado depois que Lou Reed demitiu Andy Warhol, que havia produzido seu álbum de estreia, The Velvet Underground & Nico, eles contrataram Steve Sesnick como empresário e contrataram o produtor Tom Wilson, que havia trabalhado na estreia da banda.
O álbum inclui temas liricamente controversos como os de sua estreia, explorando temas como sexo, anfetaminas e drag queens. Reed foi inspirado por uma variedade de autores, incluindo William S. Burroughs e Alice Bailey, e as letras criam um elenco de personagens, como em "The Gift" e aqueles nomeados em "Sister Ray". Musicalmente, ele teve influência do jazz e de músicos como o saxofonista Ornette Coleman. Warhol concebeu a capa do álbum, embora ele não seja oficialmente creditado.
White Light/White Heat foi gravado rapidamente e modelado de acordo com o som ao vivo da banda e algumas técnicas de improvisação. Como eles frequentemente tocavam alto, o produto final foi comprimido e distorcido – a maioria dos membros estava insatisfeita com o produto final, e foi seguido pelo menos experimental The Velvet Underground no ano seguinte; Cale deixaria a banda no final de 1968. O nível de distorção tornou-se um protótipo para o punk rock e noise rock. A faixa "Sister Ray" é amplamente considerada a faixa de destaque por críticos e fãs.
White Light/White Heat vendeu menos cópias do que seu antecessor, e alcançou a 199ª posição na parada de álbuns da Billboard. O único single do álbum, "White Light/White Heat", falhou nas paradas, o que a banda culpou por proibições de airplay e falta de promoção da gravadora. O álbum foi descartado por muitos críticos contemporâneos, embora os jornais underground tenham notado. Em última análise, White Light/White Heat teve um impacto extremamente significativo nas primeiras formas de punk rock e no wave, e apareceu em várias listas de melhores álbuns de todos os tempos.

## Contexto
Após as vendas decepcionantes do primeiro álbum da banda, The Velvet Underground & Nico, o  relacionamento de Lou Reed com Andy Warhol se deteriorou. A banda excursionou durante a maior parte do ano de 1967, e muitas de suas apresentações ao vivo apresentavam improvisações barulhentas que se tornariam elementos-chave em White Light/White Heat. A banda demitiu Warhol, se separou de Nico e gravou seu segundo álbum com o produtor Tom Wilson. A banda teve acesso a novos equipamentos através de um contrato de patrocínio. O som do álbum foi pensado desde o início para ser contra o Verão do Amor em São Francisco e também para capturar seu som ao vivo.
Steve Sesnick foi escolhido como empresário para a banda, e ele foi aceito por todos os membros da banda, exceto o baixista John Cale; a baterista Maureen Tucker até o considerou um quinto membro do grupo. O cantor Lou Reed influenciou o álbum com sua obsessão pela astrologia, especialmente seu interesse pela oposição astrológica. O ensaio foi semelhante ao de estreia da banda, com as melhores canções sendo retrabalhadas principalmente no estúdio. No entanto, Cale afirmaria que ninguém na banda "teve paciência para ensaiar" o álbum, mesmo após inúmeras tentativas de fazê-lo.

## Gravação

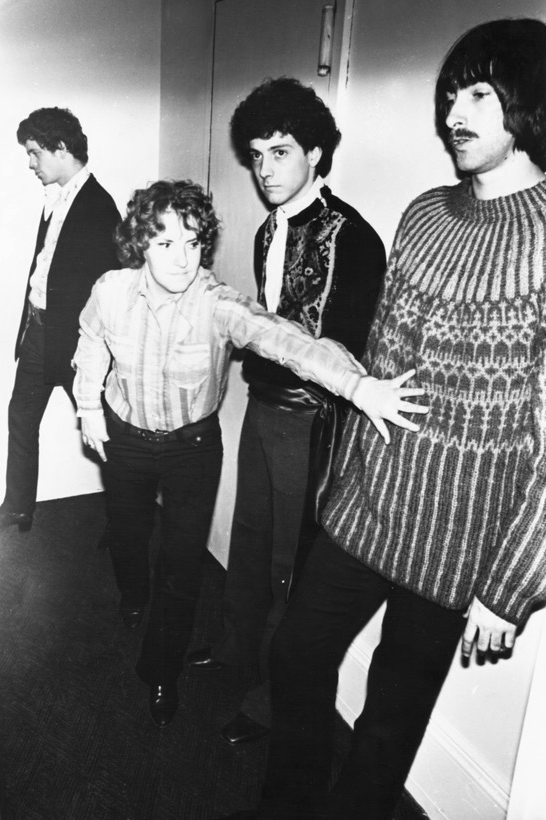
The Velvet Underground em 1968. Da esquerda para a direita: Lou Reed, Maureen Tucker, Sterling Morrison e John Cale.

### Histórico de gravação
O álbum foi gravado em um curto espaço de tempo e com um estilo visivelmente diferente do The Velvet Underground & Nico. Décadas após seu lançamento, John Cale descreveu White Light/White Heat como "um disco muito raivoso (...) O primeiro tinha alguma gentileza, alguma beleza. O segundo era conscientemente 'anti-beleza'." Sterling Morrison, o guitarrista solo, disse: "Estávamos todos puxando na mesma direção. Poderíamos estar nos arrastando de um penhasco, mas estávamos todos definitivamente indo na mesma direção". Tucker estimaria que o álbum levou duas semanas para ser gravado, com cerca de sete sessões de gravação. Foi "quase" gravado em um dia – a banda não "acomodou o que (eles) estavam tentando devido às limitações do estúdio", de acordo com Morrison. Eles se prepararam bem, e a tensão entre Cale e Reed não era aparente no estúdio.
White Light/White Heat foi gravado em setembro de 1967 no estúdio Mayfair Sound em Manhattan, com o trabalho para formar suas faixas sendo feito no verão anterior. A banda especificamente transmitiu músicas que soavam mais suaves – embora Cale também tenha dito que a banda simplesmente não tinha canções suficientes preparadas para gravação, o que levou a uma lista de faixas reduzida. White Light/White Heat teria muito mais envolvimento de Wilson, que originalmente só produziu o single "Sunday Morning"; no entanto, ele não participava muito, pois falava com suas namoradas a maior parte do tempo.

### Técnicas de gravação
Reed propositalmente queria ir "o mais alto e o mais forte que pudéssemos". Na época, Reed tocava uma guitarra elétrica de 12 cordas. A banda também usou pedais de distorção ao máximo; O engenheiro de som Gary Kellgren teria dito "você não pode fazer isso – todas as agulhas (do compressor) estão no vermelho" durante as sessões de gravação. Para obter o som de um personagem recebendo uma lâmina através de seu crânio em "The Gift", Reed esfaqueou ou esmagou um melão, a pedido de Frank Zappa, que estava gravando no mesmo estúdio. Para "Sister Ray", a banda trabalhou individualmente em vez de coordenar juntos – a bateria foi abafada devido ao nível de ruído. A faixa foi intencionalmente gravada em uma tomada para evitar a mudança constante do som dela, o que havia acontecido com "Heroin" no disco anterior. Tucker ficou desapontada com o produto final, pois Wilson esqueceu de ligar alguns de seus microfones de bateria durante a gravação. De acordo com Reed, Kellgren saiu durante a gravação de "Sister Ray".
"I Heard Her Call My Name" foi remisturada por Reed após o processo de gravação para aumentar seus vocais, o que Tucker disse que arruinou o som da música. Morrison considerou o álbum uma falha técnica, citando adicionalmente "I Heard Her Call My Name"; Morrison deixaria a banda por alguns dias em resposta. Enquanto mixava o álbum, Reed percebeu o quanto o som estava distorcido, já que a banda tocava muito alto, e a banda não conseguiria resolver o problema, pois tinha um tempo limitado no estúdio. Cale disse que a banda negligenciou como tocar alto afetaria a qualidade técnica do disco, e Morrison concluiu que estava "condenado" devido ao seu nível de distorção e compressão. Antes de seu lançamento, Wilson renunciou à MGM Records, proprietária na época, e nunca mais trabalharia com outro projeto da banda.

## Música e letras
White Light/White Heat tem sido descrito como rock experimental, noise rock, proto-punk e art rock. "White Heat" (Calor branco), na época, era uma gíria para a velocidade da anfetamina. As letras do disco variam de temas de uso de drogas a referências sexuais, como a faixa-título, que implica o uso intravenoso de metanfetamina. "Here She Comes Now" é construído em torno de um duplo sentido. Na última faixa do álbum, "Sister Ray", Reed conta uma história envolvendo drag queens tendo uma orgia fracassada. Reed eventualmente comentou sobre como "Sister Ray" estava à frente de seu tempo, particularmente em sua forma inicial, que soava quase como um heavy metal.

### Lado um
O disco abre com "White Light/White Heat", que detalha os efeitos físicos do uso de anfetaminas. É composto por uma progressão simples de dois acordes de G5 e A5, e contém elementos de heavy metal e doo-wop. É uma das músicas do álbum que tem elementos mais tradicionais do rock and roll, e ao mesmo tempo em que discute a anfetamina também é igualmente influenciada por um dos livros favoritos de Reed, Tratado sobre Magia Branca de Alice Bailey, que inspirou a expressão "White Light".
| “                    | (Reed) recentemente investigou uma forma japonesa de cura em Los Angeles que é "uma maneira de emitir luz branca (...) Estou envolvido e interessado no que eles chamam de luz branca (white light) há muito tempo". Ele discute brevemente Alice Bailey e seu livro ocultista Tratado sobre Magia Branca (...) "Custa dez dólares, infelizmente", ele observa se desculpando. | ” |
| — Richie Unterberger | |   |

"The Gift" é uma canção recitada cujas letras e acompanhamento musical são separados pelos canais de áudio esquerdo e direito, descritos por Tom Wilson como a banda tendo "lobos pré-frontais estereofônicos". A história é derivada de outra história que Reed escreveu para Shelley Albin, sua namorada do ensino médio. A canção em si é derivada de uma história que Reed escreveu na Universidade de Syracuse. Ele discute dois personagens, Marsha e Waldo, sobre feedbacks de guitarra na forma de um instrumental de blues rock. Esta seria a primeira apresentação vocal de Cale para a banda, e mostrou as raízes improvisadas do grupo.
"Lady Godiva's Operation" contém um estilo lírico influenciado por William S. Burroughs. Parcialmente inspirada por sua experiência adolescente com tratamentos de eletrochoque, a faixa é outro dos contos de Reed com música, mas é mais instrumentalmente avançado do que "The Gift". Embora não fique clara qual a operação que o eu lírico está fazendo, parece estar relacionada à cirurgia de alteração de sexo.
O título de "Here She Comes Now" é um duplo sentido. A canção foi escrita para ser cantada por Nico, antes que a banda se desentendesse com ela. Uma música folk, é a única faixa do álbum que se assemelha ao rock moderno. É também a única canção que seria creditada em conjunto a Reed, Cale e Morrison.

### Lado dois
"I Heard Her Call My Name" é uma canção de amor para uma garota morta. A guitarra de Reed foi inspirada por Jimi Hendrix, e a música foi descrita como um free jazz com "interrupções de guitarra tipo banshee" por Unterberger. Tem elementos de rock de garagem, enquanto o solo de guitarra foi influenciado pelo saxofonista Ornette Coleman. Howard Sounes resumiu a faixa como "(Tucker) mantendo uma batida frenética enquanto (Reed) entregava um rap rápido terminando com um solo de guitarra alucinante".
Lou Reed disse em uma entrevista à Rolling Stone que "Sister Ray" foi incluída por sugestão de Warhol. A faixa foi escrita em uma viagem de trem para casa. Reed explicou a canção como "um bando de drag queens levando alguns marinheiros para casa com elas, injetando drogas e tendo essa orgia quando a polícia aparece". O título da canção é em homenagem a uma drag queen. A música também tem influências de free jazz do interesse de Reed em Coleman Hawkins e Cecil Taylor; é principalmente improvisação. A canção conta essa história através de um elenco de personagens, que Sounes observou ser uma reminiscência do estilo geral de composição de Reed: é "uma história semi-abstrata com uso de repetição e gírias de drogas, também tocando com os sons das palavras, gaguejando e misturando palavras". Sounes também observou que contém temas semelhantes aos livros favoritos e mais influentes de Reed, Last Exit to Brooklyn de Hubert Selby Jr. e City of Night de John Rechy. A jam session foi espontânea, como Reed desejava, e também não tem um baixo elétrico. As guitarras na faixa criaram um "pano de fundo musical denso" para suas letras antes que um órgão elétrico distorcido, tocado por Cale, se juntasse.

## Arte da capa
A capa original do álbum White Light/White Heat é uma imagem ofuscada de uma tatuagem de Joe Spencer, que desempenhou o papel principal no filme Bike Boy de Andy Warhol. Embora ele não tenha sido creditado pelo projeto da capa, foi ideia de Warhol usar uma foto escura da tatuagem. Reed selecionou a imagem dos negativos do filme, e foi ampliada e distorcida por Billy Name, um dos membros da Factory. Morrison, no entanto, afirma que a capa foi escolhida por ele. Na versão física do álbum, isso só pode ser visto ao ver a capa de um determinado ângulo. Na contracapa, uma foto dos membros da banda, Morrison escolheu a foto e gostou, enquanto Tucker achou que ela e Reed pareciam terríveis nela.

## Lançamento e desempenho nas paradas musicais

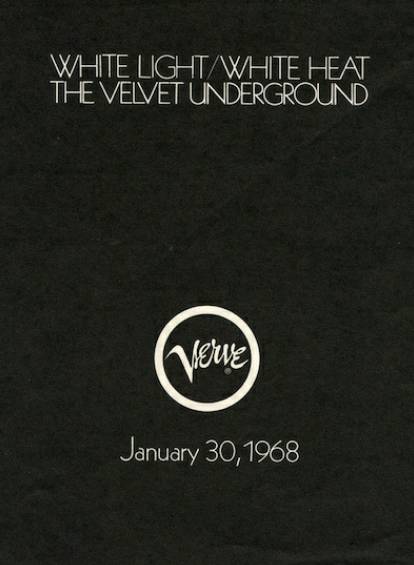
Um folheto anunciando o lançamento de White Light/White Heat.

A faixa-título foi lançada como um single em novembro de 1967, porém falhou comercialmente. O lado B era "Here She Comes Now"; essas faixas são as duas faixas mais curtas do álbum. A banda alegou que ambas foram proibidas em São Francisco – Reed disse que isso era por causa das referências da primeira às drogas e às referências da segunda ao sexo.
O álbum foi lançado em 30 de janeiro de 1968. A prensagem original do disco listava incorretamente a faixa "Here She Comes Now" como "There She Comes Now". Inicialmente, a banda tinha um grande ego após seu lançamento, mas mesmo assim ficaram desapontados com a falta de promoção da gravadora. Assim como o álbum de estreia da banda, foi banido nas rádios e foi uma decepção comercial.
White Light/White Heat alcançou a 199ª posição na parada de álbuns da Billboard, menor do que de sua estreia. Embora a banda tenha ficado desapontada com a falta de promoção das gravadoras, a Verve publicou um anúncio na Rolling Stone e outros em jornais underground. Também publicou anúncios de rádio anunciando "The Gift" e também usou a história da banda com Warhol como um ponto de venda. A MGM incluiu canções do álbum como parte de um conjunto promocional. Bockris, outro biógrafo de Reed, disse que a reação a ele foi "ainda mais dura (...) do que o primeiro", com críticas específicas direcionadas às suas letras controversas. A banda teve dificuldades em distribuir o single "White Light/White Heat" e recebeu a maior parte através de turnês. A tensão entre Reed e Cale levaria a Cale a ser demitido em uma reunião convocada por Reed.

## Recepção crítica

### Avaliações contemporâneas
Como outros lançamentos do grupo, os temas líricos socialmente controversos e a instrumentação vanguardista de White Light/White Heat desafiaram a sensibilidade da música popular da época, criando uma recepção silenciosa. Por exemplo, a Rolling Stone se recusou a revisar o disco. Embora a Billboard tenha previsto que o álbum se tornaria um sucesso de vendas para lojas de discos que atendem a artistas underground, ele apareceu brevemente apenas em sua parada de LPs. Para a Record Mirror, Peter Jones e Norman Jopling o chamaram de "um conjunto ameaçador de canções de acid rock" e "uma obrigação hippie", com uma instrumentação repetitiva e vocais inexpressivos. Os críticos destacaram "Sister Ray" como "beemote" enquanto comparavam "The Gift" ao drama de Dylan Thomas, Under Milk Wood. Um revisor da Billboard chamou as letras de "interessantes" e as canções narrativas pesadas, como "The Gift", alegres, embora abafadas pela "instrumentação pulsante". Melody Maker, por outro lado, considerou o álbum "totalmente pretensioso, incrivelmente monótono".
Wayne McGuire, escrevendo para o Boston Sound, elogiou o baixo de Cale, particularmente em "White Light/White Heat", chamando-o de um dos melhores baixistas contemporâneos. McGuire também considerou o álbum um símbolo de progressão para a banda. Sandy Pearlman, escrevendo para a Crawdaddy!, observou seu som tecnológico e "mecânico" enquanto questionava por que Warhol não foi creditado por contribuir para sua capa. Tim Souster, do Listener, elogiou "Sister Ray", dizendo que a faixa mostra que "o pop está finalmente dando passos decisivos em uma direção com implicações de longo alcance para o desenvolvimento criativo não apenas do pop em si, mas também da música 'séria'". Internacionalmente, a revista holandesa HitWeek deu ao álbum uma crítica positiva, embora observando sua má qualidade de som. A revista britânica NME revisou o álbum na primeira semana de junho de 1968, tomando conhecimento de sua curta lista de faixas e chamando-o de "coisas estranhas". Da mesma forma, Disc achou isso "impressionante". Uma crítica detalhada de Gene Youngblood no jornal underground Los Angeles Free Press elogiou o álbum, declarando-o único e à frente de seu tempo como a estreia da banda. Lenny Kaye, do New Times, observou como a capa do álbum poderia ser justaposta com a de seu antecessor.

### Avaliações retrospectivas
David Fricke da Rolling Stone, em uma resenha de 1985 dos três primeiros discos da banda, notou que o álbum se destacava até mesmo diante das canções contemporâneas. Revisando a edição deluxe do disco, Douglas Walk, da Pitchfork, classificou-a como "melhor nova edição". Walk chamou o álbum de "misterioso", observando como "foi um ataque implacável, estridente, retumbante e zombeteiro às sensibilidades pop de seu tempo". Thomas Hobbs, em uma crítica para o Crack, elogiou sua produção, mas ficou dividido em suas letras, embora tenha dito que "as letras suspeitas tornam um disco muito mais difícil de amar; talvez esse tenha sido o objetivo o tempo todo".
Outras críticas elogiaram a produção abrasiva do álbum. Mark Deming, do AllMusic, considerou-o "facilmente o menos acessível" dos álbuns da banda, dizendo: "qualquer um que queira ouvir seu frenesi tribal vai adorar, e aquelas almas ignorantes que pensam nos 'Velvets' como algum tipo de banda de folk rock é aconselhado a aumentar seu estéreo até dez e 'dar uma volta' no lado dois." Da mesma forma, Greg Kot da Chicago Tribune resumiu o álbum e suas inspirações da astrologia: "Barulhento, abrasivo, arrepiante – o antídoto perfeito para a era de aquário". O Guardian destacou a faixa "Sister Ray", dizendo que o único som apropriado para seguir o "treino de improvisação brutal (...) é o silêncio". A Record Collector afirmou que "foi o mais próximo que o 'VU' chegou de soar à moda entre 1967–1968". Unterberger disse que o álbum foi talvez o "mais barulhento de todos os tempos".

## Legado e nomeação em listas

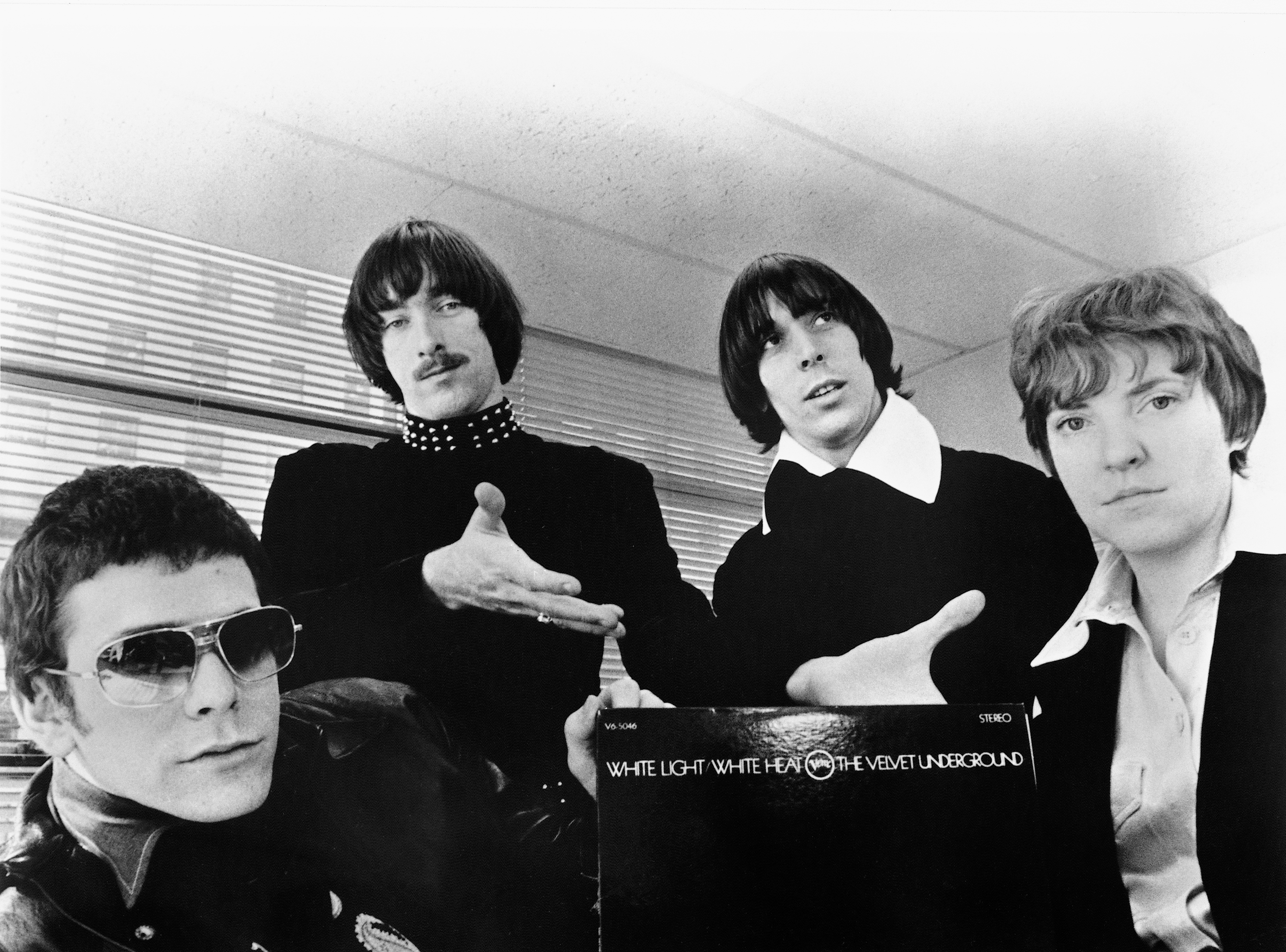
Uma foto publicitária da banda segurando uma cópia do álbum, 1968.

White Light/White Heat contém um som distorcido, controlado por feedback e gravado grosseiramente, que é considerado influente; prenunciou o início do punk rock e do gênero no wave. O álbum White Light, White Heat, White Trash de Social Distortion foi nomeado após White Light/White Heat. Oregano Rathbone, do uDiscoverMusic, chamaria o disco de um sinal para uma virada significativa no rock e para a banda; da mesma forma, Mike Boehm, do Los Angeles Times, considerou-o um "marco grosseiro e brutal no desenvolvimento do que se tornaria o punk rock". Joe Viglione do AllMusic chamou de um clássico do grunge.
As faixas do disco seriam amplamente regravadas por artistas underground e contemporâneos. A banda britânica Buzzcocks foi formada por Pete Shelley e Howard Devoto a partir de um interesse compartilhado em "Sister Ray". Uma versão cover ao vivo de "Sister Ray" feita pela banda Joy Division foi incluída em sua coletânea de 1981 da banda, Still. Jonathan Richman faria a canção "Roadrunner" com forte inspiração de "Sister Ray"; o single foi influente por si só e foi classificado nas "500 Melhores Canções de Todos os Tempos" da Rolling Stone. David Bowie tocaria a faixa-título do álbum rotineiramente depois de maio de 1973, e a Nirvana mais tarde faria uma cover de "Here She Comes Now" em 1990. Reed mais tarde reconheceria o legado do álbum, dizendo que "nenhum grupo no mundo poderia tocar o que fizemos".
White Light/White Heat foi incluído em várias listas musicais como um dos maiores álbuns da década de 1960 e de todos os tempos. Ele foi listado no número 292 na lista da revista Rolling Stone dos "500 Melhores Álbuns de Todos os Tempos", caindo para a 293ª posição na revisão de 2012 e subindo para a 272ª na revisão de 2020 da lista. Foi eleito o número 309 na terceira edição do livro All Time Top 1000 Albums de Colin Larkin. A Pitchfork o classificou em 26º lugar em sua lista dos melhores álbuns da década de 1960. NME classificou-o como número 89 em sua lista inaugural de 1974 dos 100 melhores álbuns de todos os tempos, eventualmente listando-o como número 352 em sua lista dos "500 Maiores Álbuns de Todos os Tempos". O álbum foi listado em listas não classificadas de "melhores", como os 100 melhores álbuns da década de 1960 da Ultimate Classic Rock. A NME também a incluiu em seus 101 álbuns para ouvir antes de morrer. Internacionalmente, a revista francesa Rock & Folk o listou em seus 555 álbuns de 1954 a 2014, e a revista italiana Ondarock o listou como um marco do rock.
Robert Dimery incluiu o álbum na edição de 2018 de seu livro 1001 Albums You Must Hear Before You Die. Com base em suas aparições em ranques e listagens profissionais, o site Acclaimed Music lista White Light/White Heat como o 10º álbum mais aclamado de 1968, o 43º álbum mais aclamado da década de 1960 e o 199º álbum mais aclamado da história.

## Relançamentos
O álbum foi relançado sob o título de Archetype pela MGM Records em 1974, embora a razão para isso seja desconhecida. Ficou esgotado nos Estados Unidos até 1985, quando recebeu um outro relançamento, junto com os três primeiros álbuns do grupo. Essas reedições foram inesperadamente bem-sucedidas, o que levou a mais lançamentos no selo da PolyGram, como Another View. O álbum foi incluído no box set Peel Slowly and See, e mais tarde receberia sua versão deluxe, incluindo mixagens monofônicas de faixas, demos e apresentações ao vivo.

## Lista de faixas
Todas as faixas escritas e compostas por Lou Reed, exceto as indicadas. 
| Lado um        |                           |         |  |
| N.º            | Título                    | Duração |  |
| 1.             | "White Light/White Heat"  | 2:47    |  |
| 2.             | "The Gift"                | 8:18    |  |
| 3.             | "Lady Godiva's Operation" | 4:56    |  |
| 4.             | "Here She Comes Now"      | 2:04    |  |
| Duração total: | Duração total:            | 18:05   |  |

| Lado dois      |                            |         |  |
| N.º            | Título                     | Duração |  |
| 1.             | "I Heard Her Call My Name" | 4:38    |  |
| 2.             | "Sister Ray"               | 17:28   |  |
| Duração total: | Duração total:             | 22:06   |  |

## Ficha técnica
The Velvet Underground
- Lou Reed – vocais principais, guitarra rítmica, piano
- John Cale – vocais de apoio, viola elétrica, órgão, baixo elétrico
- Sterling Morrison – guitarra solo, baixo elétrico, vocais de apoio
- Maureen Tucker – bateria, percussão

Produção
- Tom Wilson – produtor
- Gary Kellgren – engenheiro de som
- Val Valentin – diretor de engenharia
- Bob Ludwig – masterização

## Certificações
| Região            | Certificação | Vendas |
| ----------------- | ------------ | ------ |
| Reino Unido (BPI) | Prata        | 60.000 |